# Marianne Granz
Marianne Granz (* 7. März 1942 in Berlin) ist eine deutsche Politikerin (SPD).

## Ausbildung und Beruf
Nach ihrem Abitur 1961 studierte sie auf Lehramt und erwarb 1967 ihr erstes und 1969 ihr zweites Staatsexamen. Danach war sie als Lehrerin tätig, zuletzt als Oberstudienrätin.

## Politik
Granz gehörte von der siebten bis zum Beginn der elften Legislaturperiode (1975–1994) dem Landtag des Saarlandes an. Bis Februar 1990 war sie bildungspolitische Sprecherin der SPD-Fraktion.
Im Jahr 1990 berief sie Oskar Lafontaine als Ministerin für Bildung und Sport in sein zweites Kabinett. Im Kabinett Lafontaine III war sie von 1994 bis 1996 für die Ressorts Frauen, Arbeit, Gesundheit und Soziales zuständig. Ihre Nachfolgerin wurde Barbara Wackernagel-Jacobs.
Derzeit engagiert sie sich u. a. als Präsidentin der West-Ost-Freundschaftsgesellschaft (ehemals Gesellschaft BRD-UdSSR im Saarland) und im Beirat der Talat-Alaiyan-Stiftung.

## Persönliches
Marianne Granz ist in zweiter Ehe mit dem ehemaligen Universitätsdozenten Roland Forster (* 1951) verheiratet und hat aus erster Ehe eine Tochter.

## Belege
1. ↑  https://www.forsterkomm.de/index.php/profil, abgerufen am 1. November 2019.

| Personendaten    | Personendaten                   |
| ---------------- | ------------------------------- |
| NAME             | Granz, Marianne                 |
| KURZBESCHREIBUNG | deutsche Politikerin (SPD), MdL |
| GEBURTSDATUM     | 7. März 1942                    |
| GEBURTSORT       | Berlin                          |